# Pracownik
Pracownik – jedna ze stron stosunku pracy (drugą jest pracodawca): osoba fizyczna wykonująca określonego rodzaju pracę na rzecz pracodawcy, pod jego kierownictwem, w wyznaczonym przez niego miejscu i czasie, za co przysługuje mu wynagrodzenie.

## Polskie prawo pracy
W prawie polskim pojęcie pracownika zostało zdefiniowane w Kodeksie pracy. Oznacza osobę fizyczną zatrudnioną na podstawie umowy o pracę, powołania, wyboru, mianowania lub spółdzielczej umowy o pracę. Tym samym ustawodawca zdefiniował pojęcie pracownika poprzez wskazanie aktów kreujących stosunek pracy, a także zespół cech, które warunkują istnienie stosunku pracy.
Pracownikiem jest tylko osoba wykonująca pracę w ramach stosunku pracy, zatem nie może nim być osoba, która świadczy pracę w ramach przepisów prawa cywilnego, na przykład na podstawie umowy o dzieło, umowy zlecenia lub innego rodzaju umowy cywilnoprawnej (nienazwanej). Wykonywanie pracy w warunkach odpowiadających stosunkowi pracy może jednak zostać uznane za stosunek pracowniczy, nawet jeśli strony stosunku zawarły umowę o innej nazwie. Pracownikiem w rozumieniu prawa pracy może być osoba pełnoletnia, a pod pewnymi warunkami także osoba młodociana, natomiast nie może być pracownikiem osoba prawna (np. spółka kapitałowa, fundacja, stowarzyszenie) ani jednostka organizacyjna nieposiadająca osobowości prawnej.

## Prawo Unii Europejskiej
W prawie materialnym Unii Europejskiej pracownik to każda osoba, wykonująca rzeczywistą, efektywną pracę, pod kierownictwem innej osoby, za wynagrodzeniem. Pojęcie pracownika w Unii nie może podlegać ograniczeniom krajowym. Definicja nie obejmuje pracowników migrujących z państw trzecich.